# Hindlip
Hindlip est une paroisse civile et un village du Worcestershire, en Angleterre.